# Romina Ciappina
Romina Ciappina, née le 15 janvier 1988 à Etterbeek (Belgique), est une joueuse belge de basket-ball.

## Biographie
Elle commence le basket-ball à 10 ans dans son village d'Overijse, puis va à Auderghem (Bruxelles), Louvain (Brabant-Flamand), Ottignies (Brabant wallon) et rejoint le Novia Namur en semi-professionnelle. La saison suivante, elle dispute l'Euroligue avec Dexia Namur où elle se blesse assez rapidement. Elle joue deux saisons en Slovaquie à Presov, puis rejoint l’équipe de Poprad, mais des problèmes de gestion la décident de rejoindre le championnat italien à Priolo en Sicile, où elle forme équipe avec Katryna Gaither. Pour la saison suivante, elle s'engage à Saint-Amand. Jugeant ses performances insuffisantes en championnat (4,2 points et 1,8 rebond en 8 rencontres de championnat contre 11,3 points et 5,3 rebonds en trois matches d'Eurocoupe), le club la remercie fin 2012 avant qu'elle ne signe fin février pour le club slovaque de SBK Samorin.
Au printemps 2012, elle participe au camp d'entraînement de la franchise WNBA du Dream d'Atlanta.
Elle dispute en 2006 à l'Euro des moins de 18 ans et celui des moins de 20 ans en 2007 et 2008. Elle intègre l'équipe seniore en 2011, marquant une moyenne de 9,8 points aux qualifications de l'Euro 2011. En novembre 2012, elle est coupée par Saint-Amand au profit d'Amanda Jackson.
En 2013-2014, elle joue en Espagne au Bizkaia GDKO pour des moyennes de 8,6 points et 3,0 rebonds par rencontre, puis signe durant l'été suivant avec le club hongrois de DVTK Miskolc.

## Carrière
- 2005 - 2006 :  Novia Namur
- 2006 - 2009 :  Dexia Namur
- 2009 - 2011:  Presov
- 2011 - 2012 :  ŽBK Poprad
- 2011 - 2012 :  GS Trogylos Basket Priolo
- 2012 - 2012 :  Saint-Amand Hainaut Basket
- 2013 - 2013 :  SBK Samorin
- 2013 - 2013 :  Bizkaia GDKO
- 2014 - 2015 :  DVTK Miskolc
- 2018 - Diciembre 2018 :  Araski AES Vitoria-Gasteiz

## Palmarès
- Championne de Belgique 2007, 2009
- Coupe de Belgique 2007, 2009